# Capote
 Ovo je glavno značenje pojma Capote. Za druga značenja pogledajte Capote (razdvojba).
Capote, jedna od ratobornih skupina Ute Indijanaca iz sjeverozapadnog Novog Meksika kod današnjih gradova Chama i Tierra Amarilla i u području San Luis Valleya u Coloradu. Mouache i Capote predstavnici su grupe kolektivno nazivane Southern Utes, i danas su nastanjeni na rezervatu Southern Ute u Coloradu s plemenskim sjedištem u Ignaciju. 

## Vanjske poveznice
- Chronology of Ute History  Arhivirana inačica izvorne stranice od 1. studenoga 2010. (Wayback Machine)